# Weiße Mars

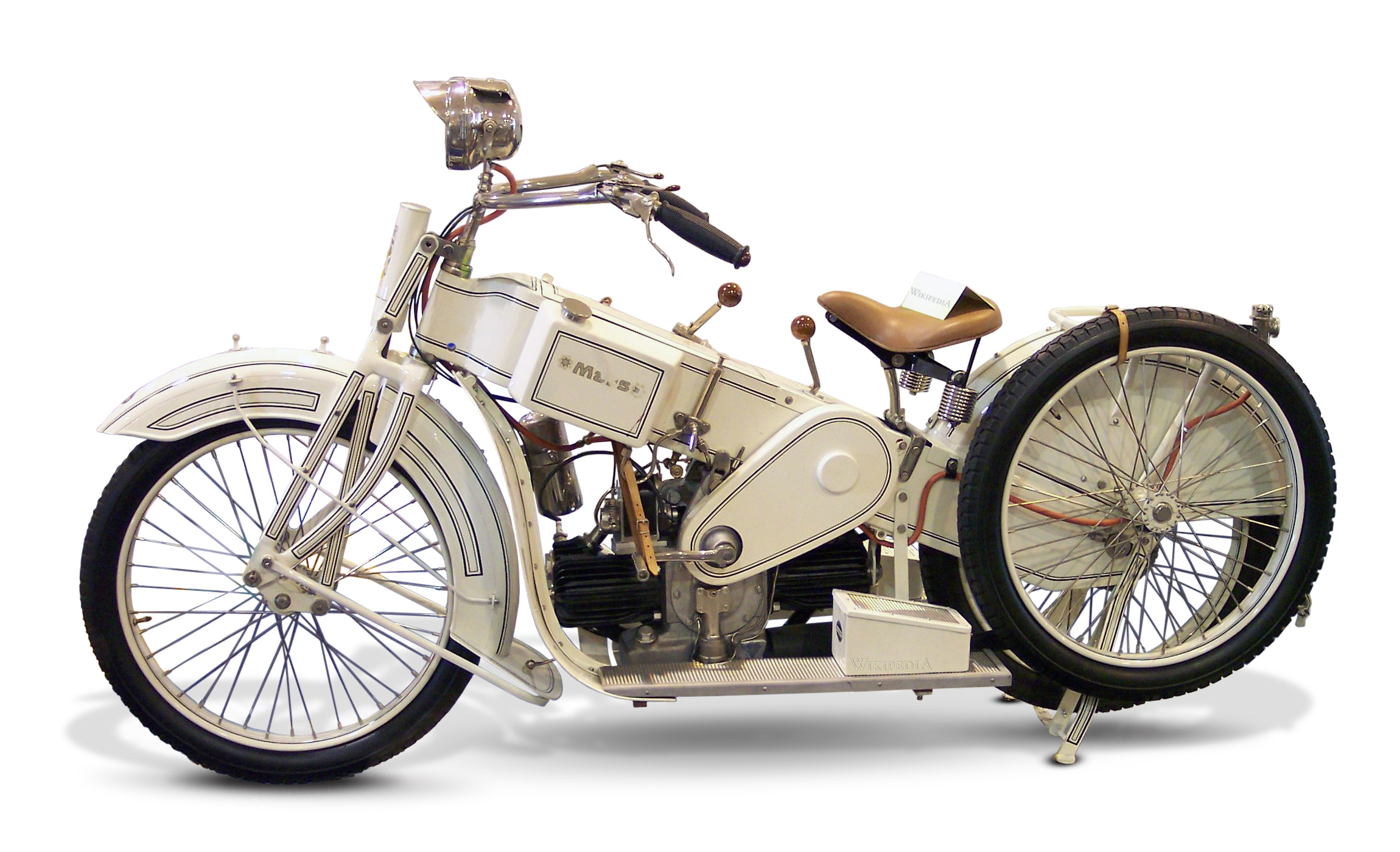
Eine „weiße Mars“

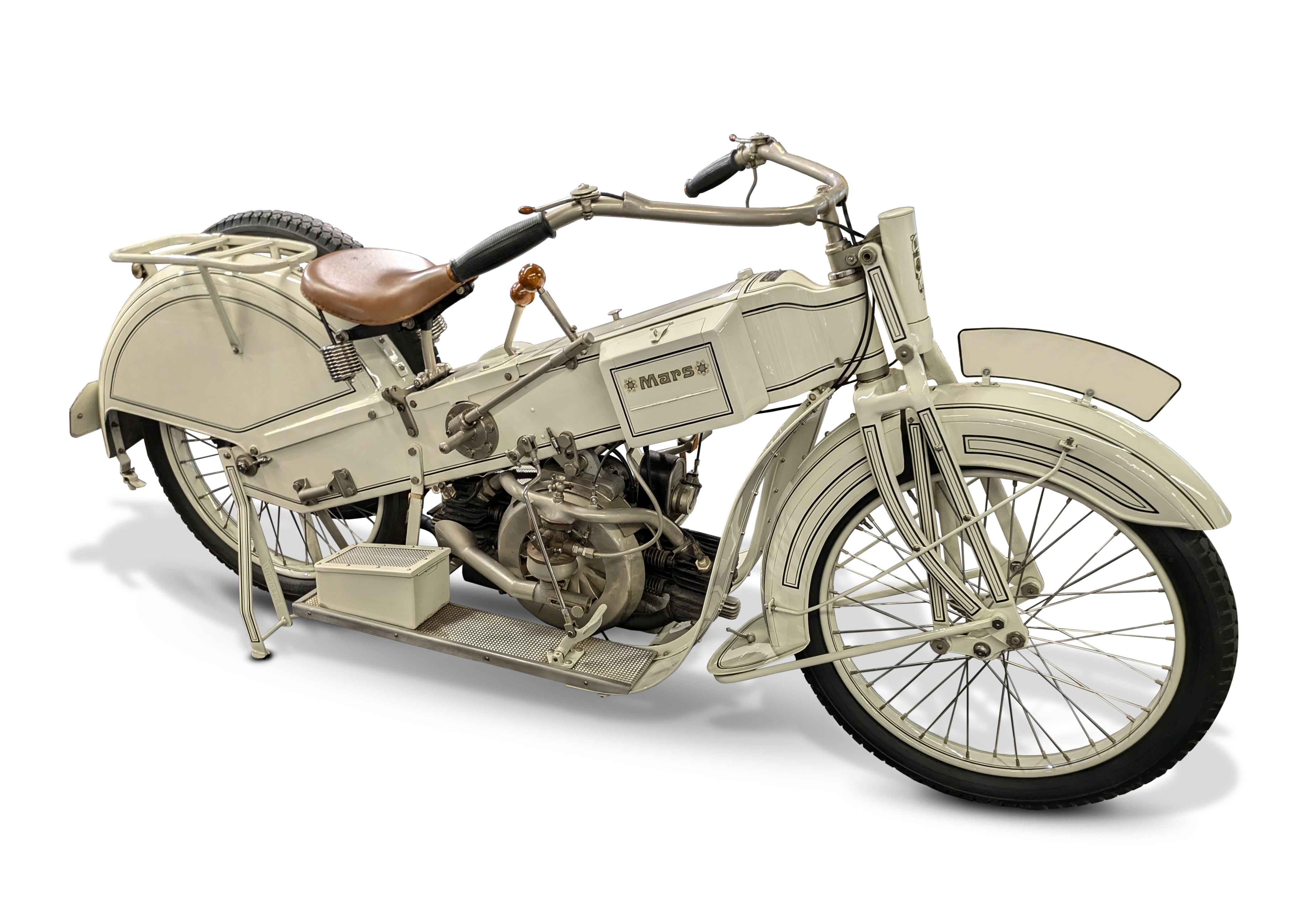
Mars A 20, 956 cm³

Die Weiße Mars wurde von 1920 bis 1926 von dem Nürnberger Motorradhersteller Mars und danach bis 1932 von den Gebrüdern Müller (v) unter der Marke M. A. gebaut. Es waren die Typen Mars A20 (1920–1925), MA 25 (1925) und MA 27 (1927–1932). Diese Motorräder erhielten wegen ihrer Lackierung im Volksmund schnell die Bezeichnung Weiße Mars, obwohl sie später auch in roter oder grüner Lackierung verkauft wurden.

## Konstruktion
Besonderes Konstruktionsmerkmal war neben dem Motor vor allem der optisch dominierende patentierte, aufwendig genietete und gelötete (a) Kastenrahmen mit integriertem Tank, Werkzeugkasten, Trittbrettern und Beinschilden. Die älteren Zweigangausführungen Mars A20 und M. A. A20 hatten kein Getriebe üblicher Bauart, sondern zwei Trommeln, die im Wechsel ein- oder ausgekuppelt wurden und von denen an den Innenseiten des Kastenrahmens entlang je eine Antriebskette zum Hinterrad lief. Auf diese Trommeln wirkte bei den beiden Modellen auch das Bremspedal. Die MA 27 hatte ein in den Kastenrahmen eingefügtes Dreigang-Zahnradgetriebe (b), das von einer kurzen Kette angetrieben wurde (Primärantrieb), die in einem separaten Kettenkasten auf der linken Seite lief. (c) Das Vorderrad war in einer Gabel mit kurzer gezogener Schwinge geführt, das Hinterrad war starr aufgehängt. Bei einem Gewicht von 140 kg erreichten diese Maschinen eine Geschwindigkeit von etwa 100 km/h. (y)

## Motordaten
Der Zweizylinder-Boxermotor war mit Gebläse (d) luftgekühlt und quer im Rahmen eingebaut, das heißt, Kurbel- und Nockenwelle lagen quer zur Fahrtrichtung. Er hatte 956 cm³ Hubraum, 80 mm Bohrung und 95 mm Hub und leistete anfangs 12 PS (8,8 kW) (y). Im Laufe der Jahre wurde die Leistung auf 18 PS (13,2 kW) gesteigert. Der bei Mars von Ingenieur Claus Richard Franzenburg (z) konstruierte Motor wurde von Maybach in Friedrichshafen gefertigt, die verbesserten nachfolgenden Versionen in der Maschinenfabrik Immendingen, später auch bei J. G. Mehne (za) in Schwenningen am Neckar. Das Kurbelgehäuse bestand aus Aluminium, die Sackzylinder aus Grauguss. Die Kurbelwelle war einteilig, die Pleuel rollengelagert. Zum Zusammenbau wurden die ungeteilten Pleuelaugen (Pleuelfüße) über die Kurbelwelle gefädelt und dann die Rollen durch eine Nut in der Kurbelwange in die Lager geschoben. Die Nockenwelle lag über der Kurbelwelle und betätigte die stehenden Ventile über lange Hebel: ein Einlassnocken die Einlässe über Schlepphebel, ein Auslassnocken die Auslässe über Kipphebel. Der Motor wurde mit einer Handkurbel gestartet, die an der linken Motorseite auf die Nockenwelle aufgesteckt wurde. Gegen die Gefahr der Überhitzung des hinten angeordneten Zylinders war eine seitlich links am Rahmen angebrachte, mit der Hand zu bedienende Ölpumpe mit eigenem Öltank vorgesehen. Besonders auf Steigungen sorgte dies für zusätzliche gezielte Zylinderschmierung. Im Getriebe ist eine Bandbremse eingebaut, so dass an den Radnaben des Fahrzeuges nirgends Bremstrommeln zu sehen sind.

## Einsatz als Rennmaschine
Das Werk baute von diesen Maschinen auch erfolgreiche Rennversionen für Einsätze im Motorsport. Ernst Schulz und Heinz Wilhelm als Werksrennfahrer errangen 1921 die Plätze eins und zwei der Bayerischen Meisterschaft und waren auch bei den Rennen auf der Radrennbahn am Reichelsdorfer Keller in Nürnberg erfolgreich. Die Gebrüder Göhler aus Karlsruhe wurden als Gespannfahrer auf einer Weißen Mars bekannt.
Die Weiße Mars ist heute selten. Bei classic-racing-motorcycles werden Repliken der Weißen Mars hergestellt.

## „Weiße Mars“ als Designobjekt
Wegen der optisch herausragenden Erscheinung und besonderen Linienführung stellt die Neue Sammlung in München eine weiße Mars aus und begründet das so: „Mit ihrer für damalige Zeiten ungewöhnlichen Farbe und der besonderen Form hat die ‚Weiße Mars‘ den Motorradbau der 1920er-Jahre entscheidend geprägt.“
Auch die Deutsche Bundespost Berlin bildete auf dem 120er Wert der Briefmarkenserie historische Motorräder „Für die Jugend 1983“ eine „Weiße Mars“ ab.

## Galerie

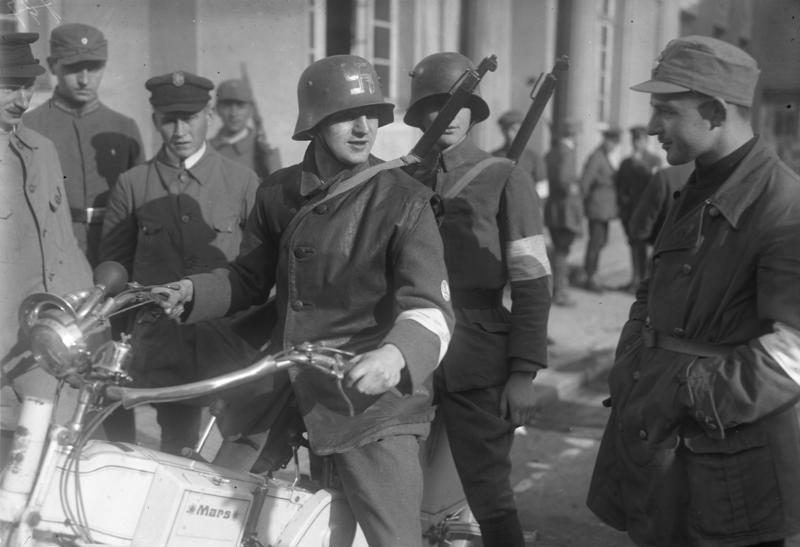
Eine Motorrad-Patrouille der SA auf einer Mars A20, Neustadt 1923
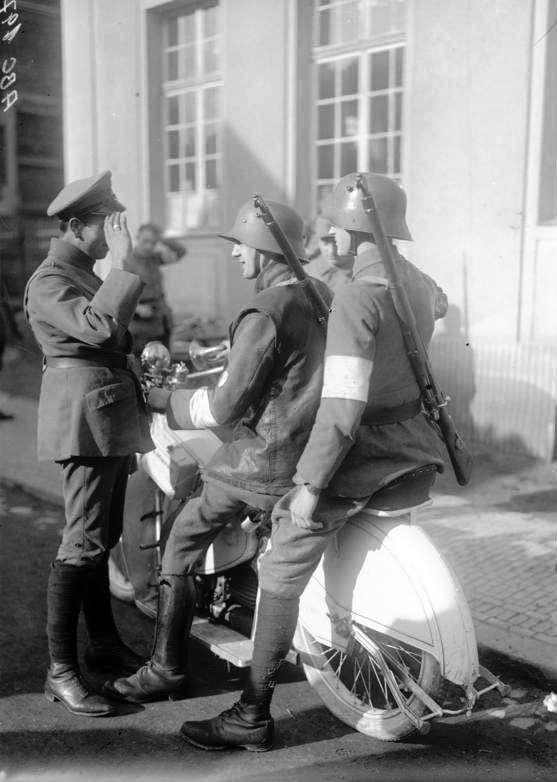
Motorradpatrouille an der Thüringschen Grenze (November 1923)
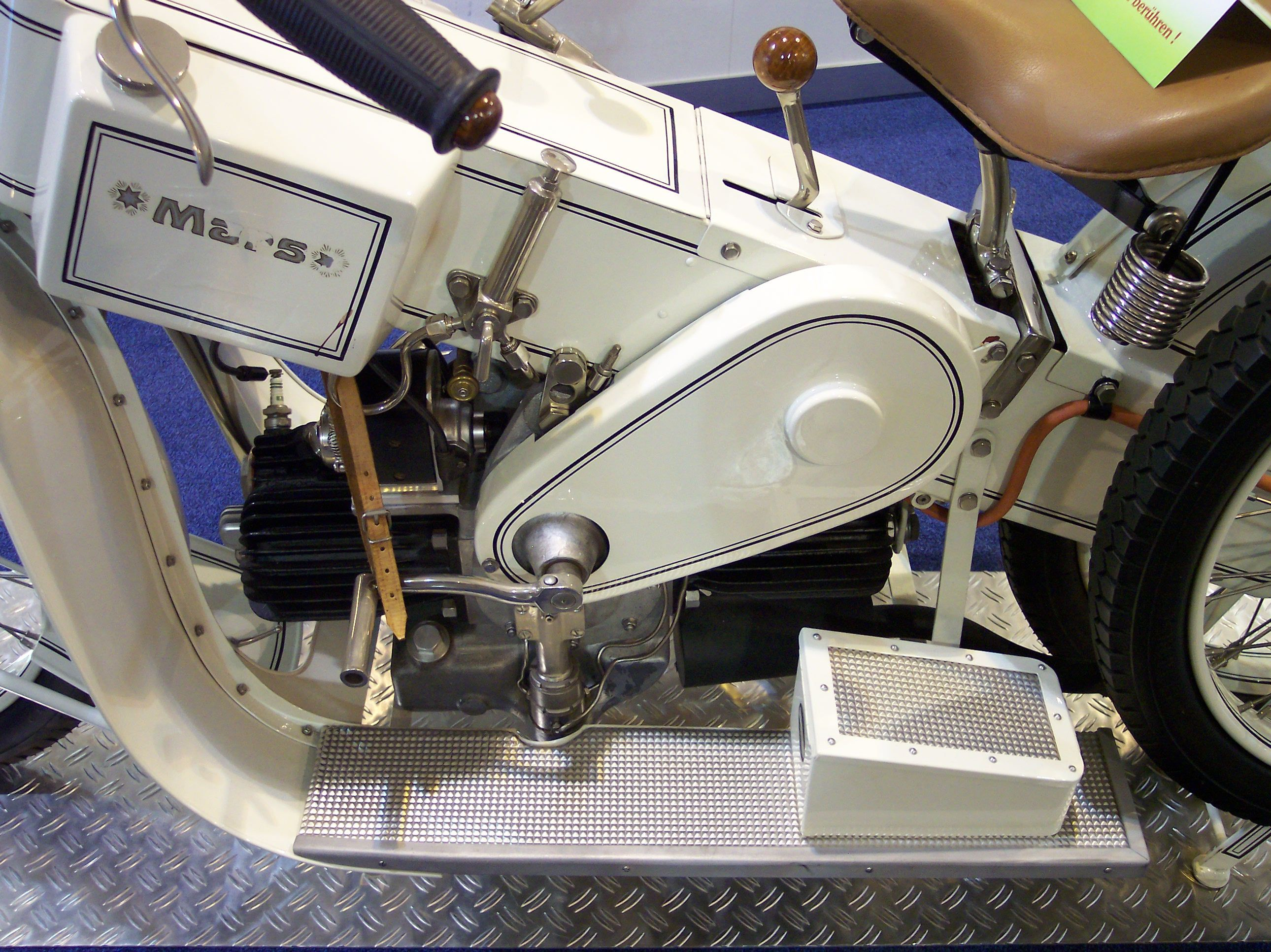
Linke Motorseite: in der Mitte (mit Lederriemen gesichert): die Handkurbel zum Starten des Motors
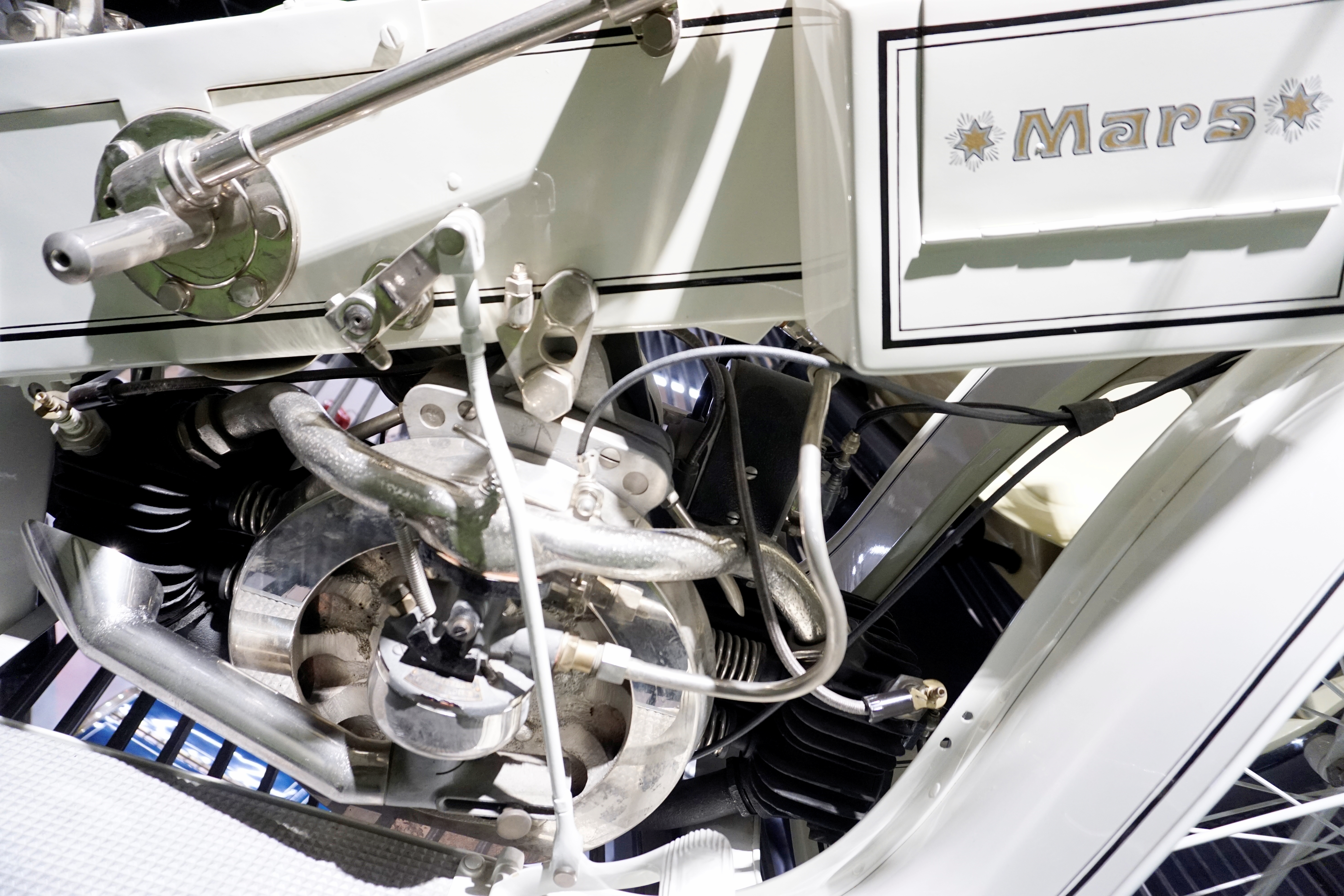
Rechte Seite: Blick auf den Zweizylinder mit dem zentralen Schwungrad (c)
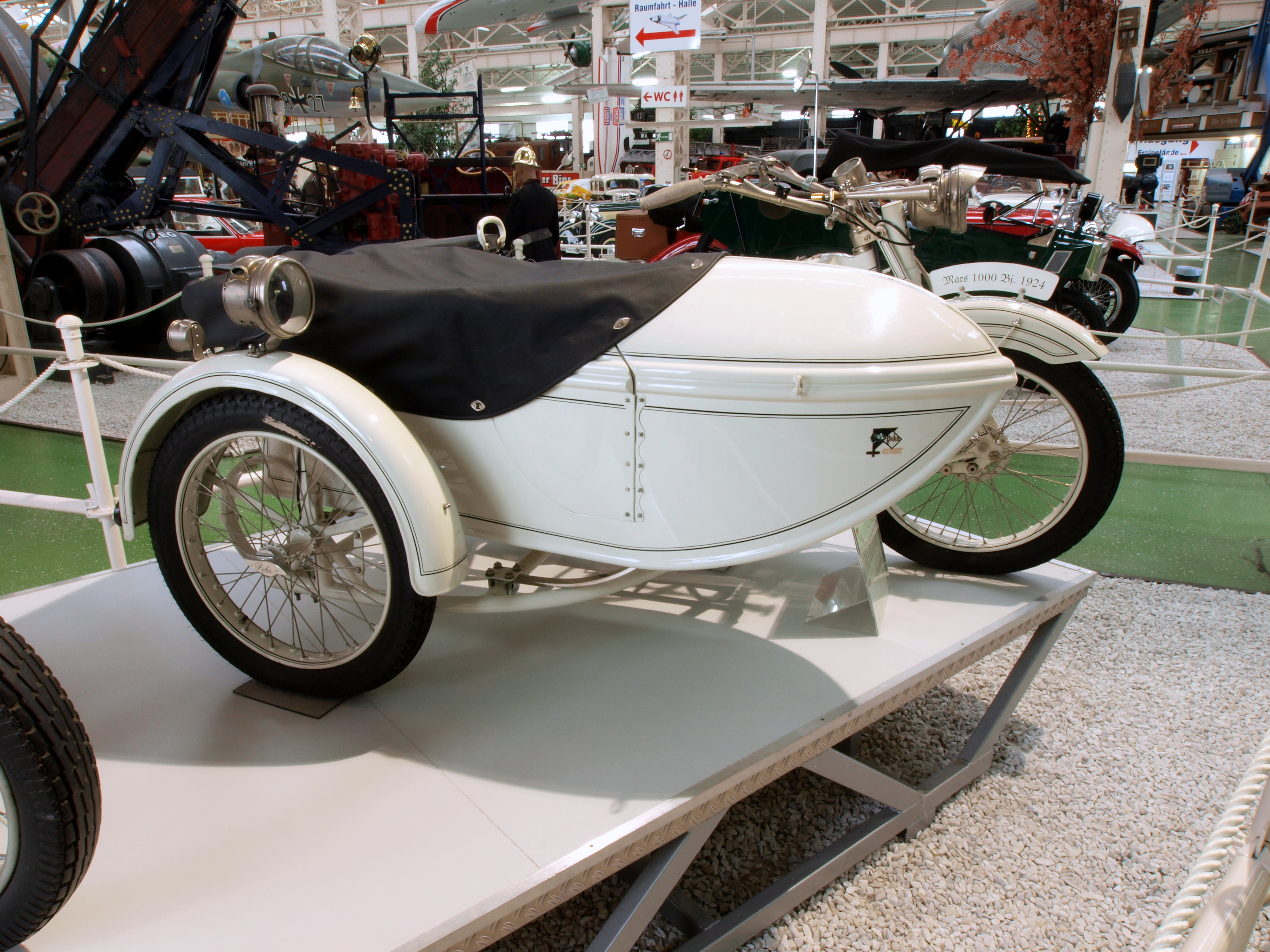
Mars A 20 mit Beiwagen
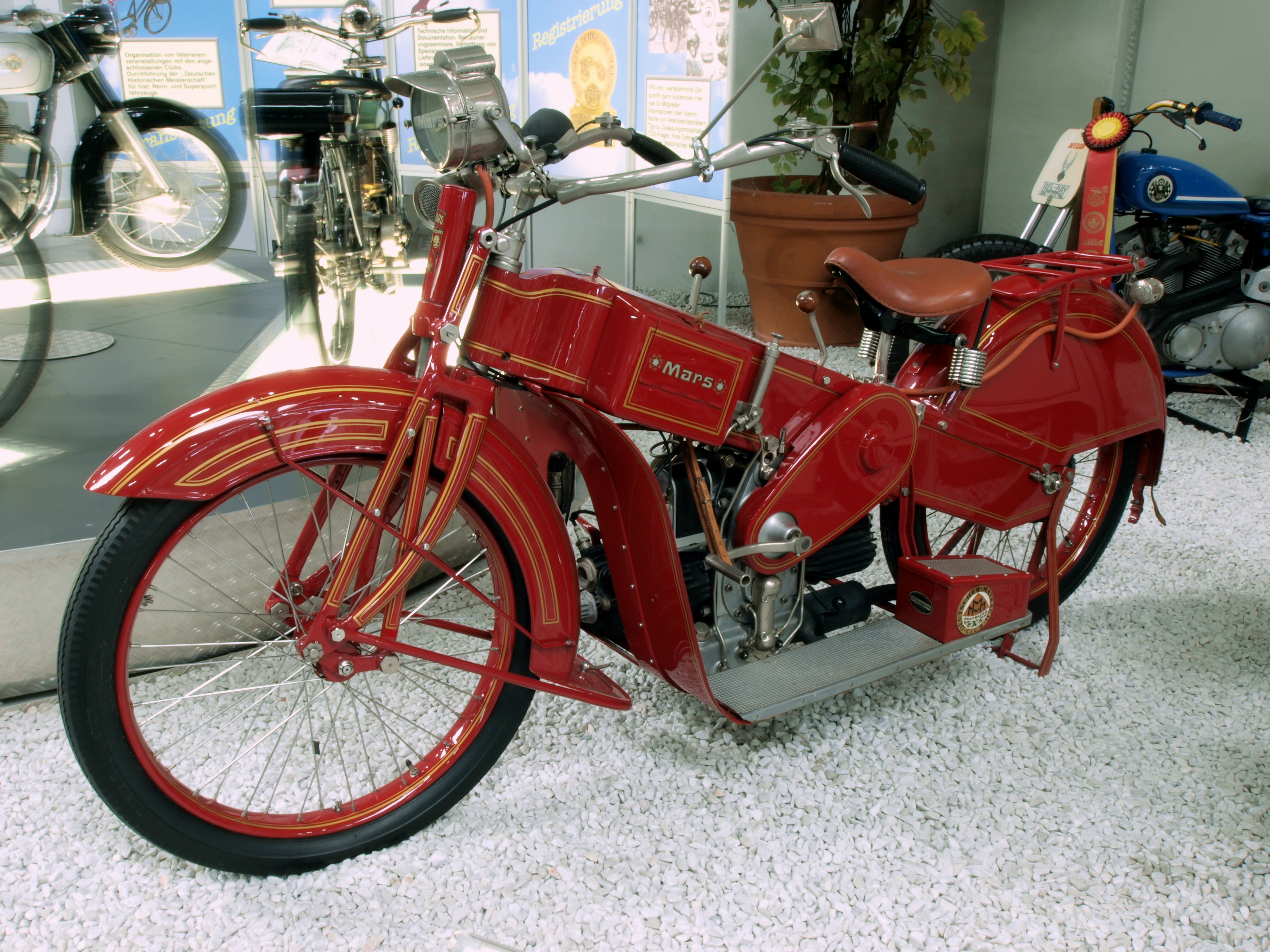
Die „weiße Mars“ wurde später auch in anderen Farben ab Werk geliefert. Hier eine Maschine von 1924